# Mallacoota malua
Mallacoota malua is een vlokreeftensoort uit de familie van de Maeridae. De wetenschappelijke naam van de soort is voor het eerst geldig gepubliceerd in 2005 door Lowry & Springthorpe.